# Arbeiter-Radio-Bund Deutschlands
Der Arbeiter-Radio-Bund Deutschlands wurde 1924 noch als Arbeiter-Radio-Klub Deutschlands gegründet. Er war der Zusammenschluss von Radiokonsumenten und -bastlern aus dem Umfeld der sozialdemokratischen und kommunistischen Arbeiterbewegung. Im Jahr 1929 spaltete sich der kommunistische Freie Radio-Bund Deutschlands ab. Beide Organisationen wurden zu Beginn der Zeit des Nationalsozialismus 1933 verboten. 

## Geschichte
Die Arbeiterradiobewegung war Teil der Arbeiterkulturbewegung innerhalb des sozialistischen Milieus. Am 10. April 1924 wurde der Arbeiter-Radio-Klub Deutschlands gegründet.   
Radiokauf und -besitz waren ein teures Hobby, das sich auch in den „goldenen“ 20er Jahren nur wenige leisten konnten. Die Vereine boten Hilfe für den Selbstbau von Radios. Zudem konnte bei den Vereinen der Radiofreunde, zu denen auch der Arbeiter-Radio-Bund gehörte, die „Audion-Prüfung“ abgelegt werden, die zum Betreiben eines Empfängers ohne RTV-Prüfstempel bis 1925 nötig war.
Daneben verfolgte die Organisation klare politische Positionen, die teilweise im Gegensatz zur Rundfunkpolitik von Hans Bredow stand. In der Vereinszeitschrift „Der neue Rundfunk“ grenzte sich die Organisation von den „bürgerlichen“ Amateur- und Bastelvereinen ab. Der Zusammenschluss sah den Rundfunk nicht als ein bloßes Unterhaltungsmedium an, sondern „als ein technisches Hilfsmittel, das geeignet ist den kulturellen Willen der aufsteigenden Klasse [gemeint ist die Arbeiterklasse] zu manifestieren und durch seine Einrichtung die Fortschritte menschlichen Geistes ihren Klassenangehörigen zu vermitteln.“ 
Im Jahr 1926 fand auch die erste Reichskonferenz der Organisation statt. Dort wurde gefordert den Arbeiterorganisationen einen eigenen Sender zur Verfügung zu stellen. Gleichzeitig strebte man einen größeren Einfluss auf das Programm der bestehenden Sender an. Außerdem forderte man die Absenkung der Teilnehmergebühren und ein Ende der Übertragung von Gottesdiensten im Radio.
Der Klub benannte sich 1928 in Arbeiter-Radio-Bund Deutschlands um. Die Verbandszeitschrift hieß seitdem „Arbeiterfunk.“ Zu dieser Zeit bestanden 210 Ortsgruppen der Organisation. Man schätzt, dass dem Verband 10.000 Mitglieder angehörten.
Im selben Jahr fand die vierte Reichskonferenz des Bundes statt. Dort verzichtete man erstmals auf die Forderung nach einem Arbeitersender. 
An dieser Frage entzündete sich ein innerverbandlicher Streit, der 1929 zur Abspaltung des kommunistischen Freier Radio-Bund Deutschlands ab. Diese unterstützte die KPD auch durch technische Hilfe, etwa durch das Stellen von Lautsprecheranlagen.  
Der Freie Radio-Bund wurde am 26. Februar 1933 von der neuen nationalsozialistischen Führung verboten. Der Arbeiter-Radio-Bund wurde mit der SPD im Juli 1933 verboten.
Nach dem Ende der Naziherrschaft bildete sich als Rechtsnachfolger des Arbeiter-Radiobundes der Allgemeine Radiobund Deutschlands. Auf dessen erstem Kongress 1948 wurde Anna Siemsen als Präsidentin gewählt. Mindestens bis ins Jahr 1960 ist ein ARDB-Landesverband Hamburg nachweisbar.